# Джон Смітон
Джон Смі́тон (англ. John Smeaton; 8 липня 1724, Осторп, Англія — 28 жовтня 1792, Осторп, Англія) — британський механік та інженер-будівельник. Спроєктував третій Едістонський маяк (1759). Один з винахідників циліндричних міхів (1760) для подачі дуття у доменну піч. У англійській історіографії вважається першим цивільним (не військовим) інженером.
Член Лондонського королівського товариства (1753) та Місячного товариства.

## Біографія
Джон Смітон народився 8 липня 1724 року у парафії Осторп, біля міста Лідс, що на північному сході Англії, у сім'ї юриста Вільяма Смітона і його дружини Мері Стоунс. Родина Смітона походила з Шотландії. Серед його пращурів був один з діячів реформації у Шотландії, ректор Університету Глазго (1580) Томас Смітон (1536—1583) (англ. Thomas Smeton).
Вже в юнацькі роки Джон Смітон проявив зацікавленість механічними пристроями. У цей час він зібрав водяний насос, що міг качати воду із ставка, а також невеличкий токарний верстат. Він закінчив середню школу у Лідсі і у віці шістнадцяти років почав роботу у юридичній компанії свого батька.
1742 року він був відправлений у Лондон для отримання юридичної освіти. Однак, покинув навчання й найнявся робітником до майстра, що виготовляв «філософськи прилади» — прилади для лабораторій та технічні прилади. 1750 року Смітон відкрив у Лондоні свою власну майстерню. У цей час він також працював у складі обслуговчого персоналу на зборах Лондонського королівського наукового товариства, а у травні 1753 року став членом Товариства. У період з 1750 по 1759 роки Смітон підготував кілька доповідей для Товариства, які були опубліковані у його «Працях». Серед його розвідок цього часу була, зокрема, розвідка «Експериментальне дослідження щодо сили вітру і води у приведенні в дію млинів і вітряків» (1759), за яку Смітон отримав медаль Коплі і яка була перекладена французькою 1810 року.
1754 року Смітон здійснив подорож по Нідерландах з метою дослідження будівництва каналів і гаваней.

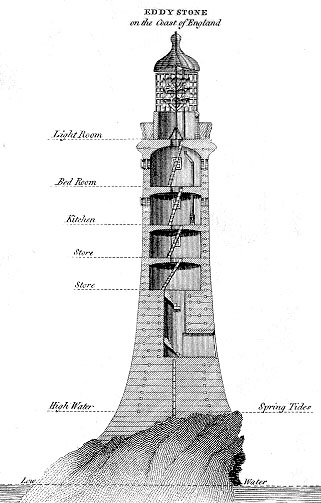
Едістонський маяк. Проєкт Дж. Смітона.

1755 року отримав пропозицію побудувати новий Едістонський маяк і успішно здійснив цей проєкт протягом 1756—1759 років. Після будівництва Едістонського маяку, здібності Смітона були загальновизнані і він отримував різноманітні пропозиції щодо проєктування споруд.
1760 року Смітон винайшов ціліндричний міх для подачі дуття у доменну піч. Вперше такі міхи використали на Карронському металургійному заводі.
За проєктами Смітона було збудовано кілька мостів у Шотландії і один в Англії. Однією з найзначніших робіт Смітона було проєктування і будівництво каналу Форт — Клайд. Смітон також брав участь у проєктуванні кількох гаваней, зокрема, — у Рамзгеті.
8 липня 1756 року Смітон одружився і надалі більшу частину часу проводив у Осторпі. У нього було дві доньки. Смітон отримав пропозицію від російської княгині Дашкової переїхати у Росію, однак вирішив туди не їхати.
Протягом 1768—1788 років Смітон підготував ще кілька доповідей для Лондонського королівського товариства.
В останні роки життя Смітон намагався упорядкувати свої численні розвідки, однак, він встиг впорядкувати лише матеріали стосовно Едістонського маяку, що були видані 1790 року. Посмертно було упорядковано і видано його твори.

## Едістонський маяк
1755 року під час пожежі був зруйнований Едістонський маяк, зроблений переважно з деревини. Маяк стояв на небеспечному Едістонському рифі у протоці Ла-Манш. Власник маяка звернувся до Дж. Паркера, президента Королівського товариства, аби той порадив інженера, який міг би побудувати новий маяк. Той відразу порадив Смітона. Смітон вирішив, що новий маяк має бути побудований з каміння. У травні 1756 року він вперше відвідав місце, де мав бути побудований маяк. Після дослідження місцевості, ускладненного постійними штормами, Смітон завершив свій проєкт. Будівництво маяка розпочалося 3 серпня 1756 року і завершилося 1759 року. 16 жовтня 1759 року маяк почав працювати. Маяк був заввишки 18 м. Він використовувався понад сто років — до 1877 року, коли почала руйнуватися скеля, на якій він стояв. Потім маяк було розібрано і частину його встановлено на березі в місті Плімут, а на його місці — побудовано новий. Згідно з англійською історикографією, при будівництві маяка Смітон вперше використав гідравлічне вапно, здатне твердіти під водою.

## Мости

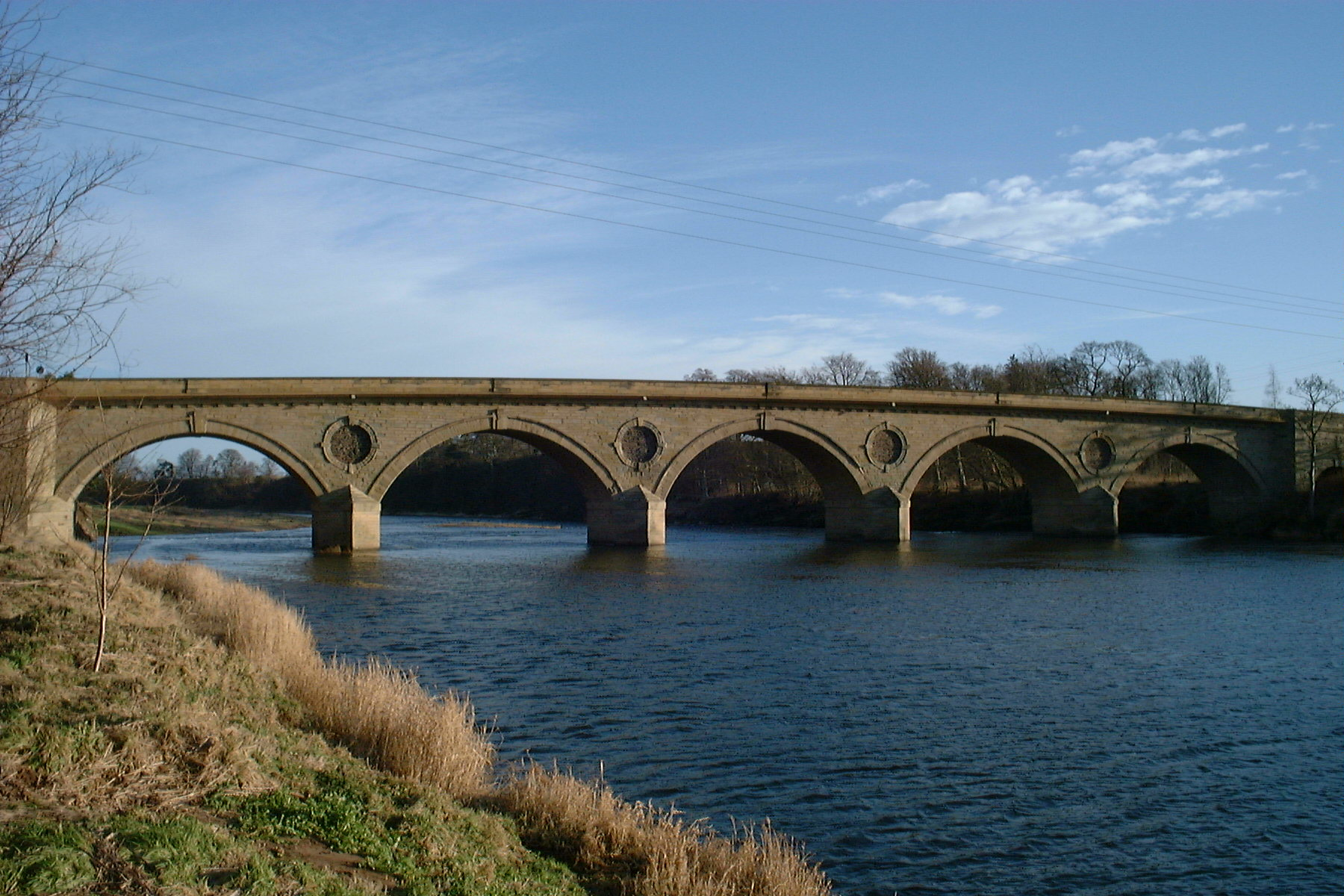
Міст у місті Колдстрім. Архітектор Дж. Смітон. 1763—1767 роки.

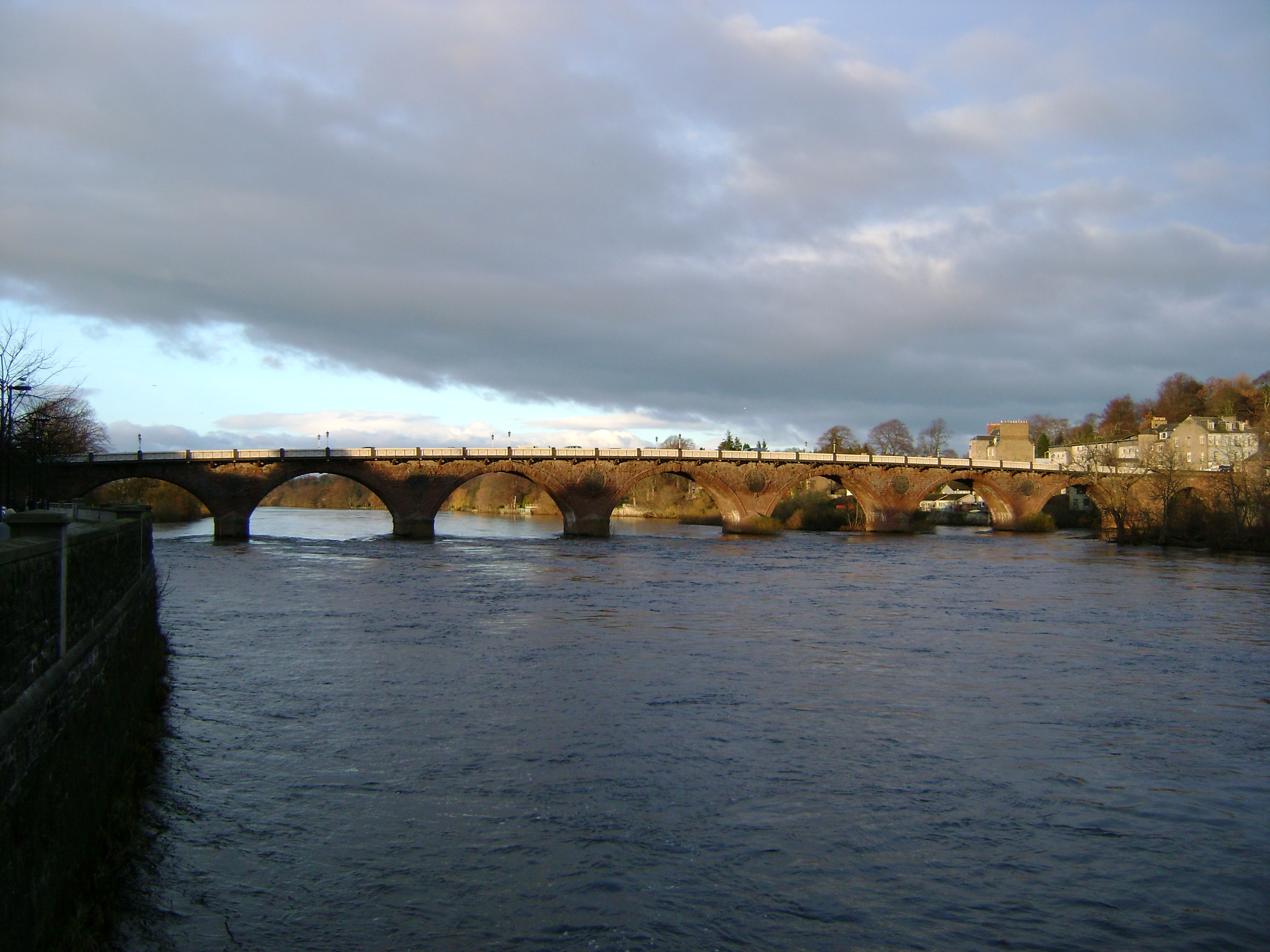
Міст Смітона у місті Перт, Шотландія. 1766—1771 роки.

У мостобудівництві Смітон працював переважно у Шотландії. Тут він збудував три добрих аркових моста — у містах Перт, Банф, Колдстрім, що досі використовуються. За його проєктом було збудовано також один з мостів у Абердині (1775—1780). Його єдиний міст у Англії було збудовано у 1777 році через річку Тайн у місті Хексем. 1769 року, коли у Едінбурзі був зруйнований новий Північний міст, Смітон був запрошений туди для його ремонту.

## Твори
- Smeaton's Reports, 1812, 3 vols. (a brief memoir is given as an introduction to vol. i.)
- Reports of the late John Smeaton, F.R.S., made on various occasions, in the course of his employment as a civil engineer … — Second edition, in two volumes. — London: M. Teylor, 1837.  [Архівовано 6 травня 2014 у Wayback Machine.].
- John Smeaton's diary of his journey to the Low Countries, 1755. — Printed for the Newcomen society by the Courier press, 1938.